# William Moore (énekes)
William „Bill” Moore (Savannah, Georgia, 1893. március 3. – Warrenton, Virginia, 1951. november 22.) afroamerikai bluesénekes és gitáros.
Szakmája szerint borbély volt. Élete nagy részét Tappahannockban töltötte (Virginia állam, USA). Nyolc lemezét egy menetben vették föl a Paramount Recordsnál, 1928-ban. Abban az időben azon kevesek közé tartozott, akik főleg ének nélküli hangszeres zenét játszottak. Moore zenéje a ragtime-ot idézi, még a blues népszerűvé válása előtt.
Népszerű slágerei: „Ragtime Millionaire”, „Old Country Rock”, „One Way Gal”